# Louka Na Miroslavi
Louka Na Miroslavi je přírodní památka ve správním území obce Lipová-lázně v okrese Jeseník v Olomouckém kraji. Nachází se jižně od vesnice na území chráněné krajinné oblasti Jeseníky. Vyhlášena byla k ochraně louky s bohatou populací mečíku střechovitého.

## Historie
Pozemky přírodní památky sloužily v devatenáctém a první polovině dvacátého století jako pole a pastviny. Ve druhé polovině dvacátého století na nich probíhalo luční hospodaření, ale v některých letech byly ponechávány ladem. Správa CHKO Jeseníky je 6. října 2005 vyhlásila jako přechodně chráněnou plochu. Přírodní památku vyhlásila Správa CHKO Jeseníky s účinností od 30. března 2012.

## Přírodní poměry
Přírodní památka s rozlohou 0,85 hektaru se nachází v katastrálním území Dolní Lipová obce Lipová-lázně, na území chráněné krajinné oblasti Jeseníky. Leží v Hrubém Jeseníku v nadmořské výšce 607–647 metrů.

### Abiotické poměry
Geologické podloží tvoří kvartérní kamenité až hlinito-kamenité sedimenty. V geomorfologickém členění Česka přírodní památka leží v celku Hrubý Jeseník, podcelku Keprnická hornatina a okrsku Šerácká hornatina. Zahrnuje závěr údolí drobného vodního toku včetně jeho prameniště a okolní lesní vegetací. Potok se vlévá do potoka Miroslav, který je přítokem Staříče. V rámci Quittovy klasifikace podnebí se přírodní památka nachází v chladné oblasti CH7, pro kterou je typických 120–140 dní s teplotou nad 10 °C ročně a roční úhrn srážek dosahuje 850–1000 milimetrů.

### Flóra a fauna
Okrajové části přírodní památky porůstají stromy. Z přírodovědného hlediska je stěžejní existence bohaté populace silně ohroženého mečíku střechovitého (Gladiolus imbricatus), který roste po celé louce, ale zejména v její střední a horní části. Silně ohrožený je také vstavač mužský (Orchis mascula), zaznamenaný v počtech do deseti kusů. Větší populace na louce vytváří prstnatec májový (Dactylorhiza majalis) a prstnatec Fuchsův (Dactylorhiza fuchsii). Dalšími téměř ohroženými nebo zranitelnými druhy rostlin na louce jsou vemeník dvoulistý (Platanthera bifolia), ostřice trsnatá (Carex cespitosa) a vrba slezská (Salix silesiaca).
V okolí chráněného území je doloženo hnízdění chřástala polního (Crex crex) a byli zaznamenáni také motýli modrásek lesní (Cyaniris semiargus), ohniváček modrolesklý (Lycaena alciphron) a perleťovec fialkový (Boloria euphrosyne).

## Ochrana přírody
Předmětem ochrany jsou ekosystémy vlhkých pcháčových luk (40 % rozlohy území) a mezofilní ovsíkové louky (50 % území) s výskytem mečíku střechovitého. Cílem ochrany je udržení stavu ekosystémů a populace mečíku o velikosti nejméně jednoho tisíce kvetoucích jedinců.